# Ковчинка
Ковчинка (укр. Ковчинка) — левый приток Десны, протекающий по Куликовскому району (Черниговская область, Украина); один из многочисленных рукавов в долине Десны, образованный вследствие русловых процессов: русловая многорукавность. 

## География
Длина — 6,5 км. 
Русло сильно-извилистое с крутыми поворотами (меандрированное) и заливами. Долина реки сливается с долиной Десны. В селе Ковчин в среднем течении впадает канал, который берет начало в селе Петровское. Приток Либахар берет начало от озера Островит, которое в свою очередь сообщается временными водотоками от ответвленного русла Десны. 
Река берёт начало восточнее села Ковчин (Куликовский район). Ранее начиналась как ответвление основного русла Десны. Река течёт на северо-запад. Впадает в Десну севернее села Ковчин (Куликовский район).
Пойма частично занята заболоченными участками, лугами и кустарниками, правый берег в нижнем течении — только лесом. Лес нижнего течения (между Ковчинкой и Десной) входит в состав Ковчинского ландшафтного заказника площадью 311 га. 
Притоки:
1. Либахар (правый)
2. Ляденец[2]
3. Ляденка[3]

Населённые пункты на реке
1. Ковчин